# Экономика Парагвая
Парагвай — наименее развитая страна на Южноамериканском континенте. По-прежнему основную часть дохода страны даёт сельское хозяйство.

## Сельское хозяйство
Сельское хозяйство даёт четверть дохода страны. Главные сельскохозяйственные культуры — соя и хлопок (за 2014 год собрано 45 тыс. 480 фунтовых тюков хлопка-сырца по (217,72 кг), что вывело Парагвай на 47 место в мире по производству «белого золота»). Соя играет важную роль в экспорте Парагвая, на доходы от её продажи приходится до трети всех поступлений от внешней торговли. За период 2014—2015 года Парагвай занял шестое место в мире по производству сои с общим объемом 8,5 млн. т. Показатели урожайности за 2014—2015 гг. составили 2,58 т/га. Экспорт сои из страны в первом квартале 2018 года составил 2,24 млн тонн. По информации аналитиков перерабатывающей компании Cappro, переработка сои в Парагвае в апреле достигла 359,5 тыс. тонн. Это ниже мартовского показателя 2017 года (369,3 тыс. тонн), но выше по сравнению с апрелем 2017 года (345,1 тыс. тонн). Всего же с начала 2018 года Парагвай переработал 1,23 млн тонн, что на 8,4 % выше по сравнению с аналогичным периодом 2017 года.
Производятся также экстракт дерева квебрахо, мате (парагвайский чай), пальмовое масло.
В стране насчитывается 14,5 миллиона голов крупного рогатого скота, в почти 150 тысячах фермерских хозяйств. С 2015 года Парагвай занимает шестое место в мировом рейтинге крупнейших экспортеров говядины и поставляет этот вид мяса в 48 государств.
Ведётся заготовка древесины: квебрахо, палоборачо.

## Промышленность
Промышленность даёт примерно четверть дохода страны. В основном существуют мелкие предприятия по обработке сельскохозяйственного сырья и сельскохозяйственной продукции. Развиты пищевая, цементная, хлопчатобумажная промышленность. Главный промышленный центр страны — столица Асунсьон. С середины 80-х в стране открываются сталелитейные заводы.

## Энергетика
В соответствии с данными UNSD (The United Nations Statistics Division) — UNdata и EES EAEC на конец 2019 года энергетика Парагвая характеризуется следующими основными показателями. Производство органического топлива — 4783 тыс. тут. Общая поставка — 8905 тыс. тут. На преобразование на электростанциях и отопительных установках израсходовано 1,0 тыс. тут. Установленная мощность нетто электростанций — 8761 МВт, в том числе возобновляемые источники энергии (ВИЭ) — 100 %. Производство электроэнергии-брутто — 49448 млн. кВт∙ч, в том числе ВИЭ — 100 %. Конечное потребление электроэнергии — 12840 млн. кВт∙ч, из которого: промышленность — 36,7 %, бытовые потребители — 43,1 %, коммерческий сектор и предприятия общего пользования — 4,0 %, другие потребители — 16,2 %. Показатели энергетической эффективности: в 2019 году душевое потребление валового внутреннего продукта по паритету покупательной способности (в номинальных ценах) — 12949 долларов, душевое (валовое) потребление электроэнергии — 1795 кВт∙ч, душевое потребление электроэнергии населением — 774 кВт∙ч. Число часов использования установленной мощности-нетто электростанций — 5600 часов

## Макроэкономика
Как видно, для парагвайской экономики характерна череда постоянных подъемов и спадов. При режиме Стресснера инфляция была галопирующей, а в год его свержения уровень ВВП упал ниже уровня 1980 года — 4.046 млрд долларов.
| Год  | ВВП (млрд долларов) | Инфляция (проценты) |
| ---- | ------------------- | ------------------- |
| 1980 | 4,094               | 22.4                |
| 1985 | 4,214               | 25.2                |
| 1990 | 5,265               | 38.2                |
| 1995 | 8,036               | 13.4                |
| 2000 | 7,106               | 9.0                 |
| 2006 | 7,971               | 7.4                 |
| 2015 | 28,08               | 2.9                 |

## Валюта
Парагвайская валюта представлена официальной денежной единицей под названием парагвайский гуарани. Эмитентом является Центральный банк Парагвая. В международном символьном обозначении валюта Парагвая выглядит как ₲, PYG. Один парагвайский гуарани приравнивается к 100 сентимос. На территории страны парагвайская валюта в денежном обращении находится в виде монет номиналом в 1 гуарани, 5 гуарани, 10 гуарани, 50 гуарани, 100 гуарани и 500 гуарани и банкнот достоинством в 1000 гуарани, 5000 гуарани, 10000 гуарани, 50000 гуарани и 100000 гуарани.

## Внешняя торговля
Экспорт (8,68 млрд долл. в 2016 г.) — соя и соевые продукты, электроэнергия, мясо (главным образом говядина), рис, кукуруза, пшеница, хлопок, древесина, кожа и шкуры, золото.
Основные покупатели (в 2016 г.) — Бразилия — 34 %, Аргентина — 9,3 %, Россия — 7,5 %, Чили — 6,2 %
Импорт (9,7 млрд долл. в 2016 г.) — нефтепродукты, машины и оборудование, пестициды и другие химикаты, металлопрокат, продовольствие.
Основные поставщики (в 2016 г.) — Китай — 27 %, Бразилия — 24 %, Аргентина — 12 %, США — 7,6 %